# Philautus kerangae
Philautus kerangae é uma espécie de anfíbio da família Rhacophoridae.
Pode ser encontrada nos seguintes países: Malásia, e possivelmente Brunei e Indonésia.
Os seus habitats naturais são: florestas subtropicais ou tropicais húmidas de baixa altitude e pântanos.
Está ameaçada por perda de habitat.